# Metro w Fortalezie

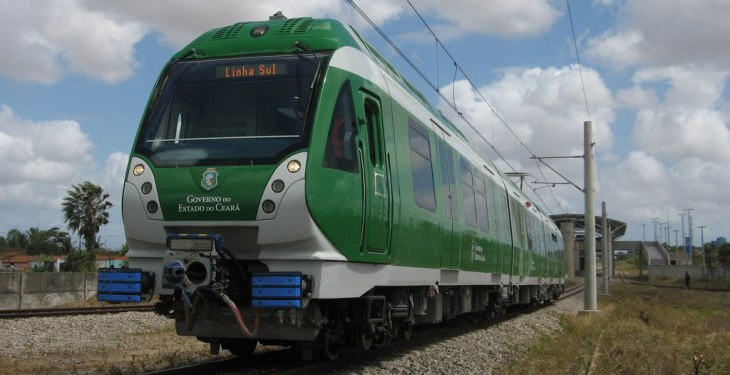
Metro w Fortalezie, Linha Sul

Metro w Fortalezie – system metra znajdujący się w brazylijskim mieście Fortaleza. Obecnie (kwiecień 2022) składa się z trzech linii - Linii Południowej (Linha Sul),  będącej bardziej typem premetra linii Parangaba-Mucuripe, oraz Linii Wschodniej (Linha Leste).

## Linha Sul
Linha Sul liczy 24,1 kilometrów długości, z czego zaledwie 3900 metrów w centrum przebiega w tunelu. Znajdują się tam cztery podziemne stacje, każda licząca 110 metrów długości. Początkowe plany zakładały oddanie do użytku pierwszego odcinka w 2002 roku, ostatecznie ukończono go w 2010, a pierwsze pociągi pojechały nim 15 czerwca 2012 roku. Otwarto wtedy odcinek od stacji Parangaba do Carlito Benevides. Następny fragment do Benfica otwarto we wrześniu 2012. 
Lista stacji na Linii Południowej (od południa do północy):
1. Carlito Benevides
2. Jereissati
3. Maracanaú
4. Virgílio Távora
5. Rachel de Queiroz
6. Alto Alegre
7. Aracapé
8. Esperança
9. Mondubim
10. Manoel Sátiro
11. Vila Pery
12. Parangaba
13. Couto Fernandes P
14. orangabussu
15. Benfica
16. São Benedito
17. José de Alencar
18. Estação Central-Chico da Silva

Linia obsługiwana jest przez 20 klimatyzowanych, 3-wagonowych składów.

## Linia Parangaba- Mucuripe
Jest to linia łącząca stacje Ramal Parangaba z Mucuripe. Pierwszy odcinek, od stacji Parangaba do Borges de Melo otwarto 24 lipca 2017 roku, następnie rozszerzono do stacji Papicu 6 lipca 2018, natomiast ostatnie rozszerzenie miało miejsce 16 września 2020 roku, kiedy to otwarto odcinek do Iate. 

## Linha Leste
Licząca 7,3 kilometrów długości linia została otwarta w lutym 2012.